# Vairão
Vairão é uma povoação portuguesa do Município de Vila do Conde que foi sede da extinta Freguesia de Vairão, freguesia que tinha 4,57 km² de área (2012), 1 251 habitantes (2011) e, por isso, uma densidade populacional de 273,7 hab/km².
A Freguesia de Vairão foi extinta (agregada) em 2013, no âmbito de uma reforma administrativa nacional, tendo sido agregada à Freguesia de Fornelo para formar uma nova freguesia denominada União das Freguesias de Fornelo e Vairão.
Anteriormente, Vairão fez parte do concelho da Maia e depois foi integrada no (atual município) de Vila do Conde pela divisão administrativa de 1836. 

## População
| População da freguesia de Vairão | População da freguesia de Vairão | População da freguesia de Vairão | População da freguesia de Vairão | População da freguesia de Vairão | População da freguesia de Vairão | População da freguesia de Vairão | População da freguesia de Vairão | População da freguesia de Vairão | População da freguesia de Vairão | População da freguesia de Vairão | População da freguesia de Vairão | População da freguesia de Vairão | População da freguesia de Vairão | População da freguesia de Vairão |
| -------------------------------- | -------------------------------- | -------------------------------- | -------------------------------- | -------------------------------- | -------------------------------- | -------------------------------- | -------------------------------- | -------------------------------- | -------------------------------- | -------------------------------- | -------------------------------- | -------------------------------- | -------------------------------- | -------------------------------- |
| 1864                             | 1878                             | 1890                             | 1900                             | 1911                             | 1920                             | 1930                             | 1940                             | 1950                             | 1960                             | 1970                             | 1981                             | 1991                             | 2001                             | 2011                             |
| 886                              | 933                              | 1039                             | 980                              | 1003                             | 946                              | 1022                             | 1257                             | 1239                             | 1303                             | 1375                             | 1226                             | 1289                             | 1191                             | 1251                             |

| Distribuição da População por Grupos Etários | Distribuição da População por Grupos Etários | Distribuição da População por Grupos Etários | Distribuição da População por Grupos Etários | Distribuição da População por Grupos Etários | Distribuição da População por Grupos Etários | Distribuição da População por Grupos Etários | Distribuição da População por Grupos Etários | Distribuição da População por Grupos Etários | Distribuição da População por Grupos Etários |
| -------------------------------------------- | -------------------------------------------- | -------------------------------------------- | -------------------------------------------- | -------------------------------------------- | -------------------------------------------- | -------------------------------------------- | -------------------------------------------- | -------------------------------------------- | -------------------------------------------- |
| Ano                                          | 0-14 anos                                    | 15-24 anos                                   | 25-64 anos                                   | > 65 anos                                    |                                              | 0-14 anos                                    | 15-24 anos                                   | 25-64 anos                                   | > 65 anos                                    |
| 2001                                         | 182                                          | 165                                          | 667                                          | 177                                          |                                              | 15,3 %                                       | 13,9 %                                       | 56,0 %                                       | 14,9 %                                       |
| 2011                                         | 203                                          | 121                                          | 722                                          | 205                                          |                                              | 16,2 %                                       | 9,7 %                                        | 57,7 %                                       | 16,4 %                                       |

Média do País no censo de 2001:  0/14 anos-16,0 %; 15/24 anos-14,3 %; 25/64 anos-53,4 %; 65 e mais anos-16,4 %
Média do País no censo de 2011:   0/14 anos-14,9 %; 15/24 anos-10,9 %; 25/64 anos-55,2 %; 65 e mais anos-19,0 %

## Património
- Igreja de Vairão (antigamente, Mosteiro de Vairão)[5]
- Capela de Santo Ovídio[6]

## Lugares
- Carrazedo
- Crasto

## Personalidades ilustres
- Boaventura Rodrigues de Sousa (1848-1908), um dos fundadores da Sociedade Portuguesa de Beneficência de Santos
- Augusto Romano Sanches de Baena (1822-1909), médico, historiador, genealogista e heraldista.